# Red Lights (film, 1923)

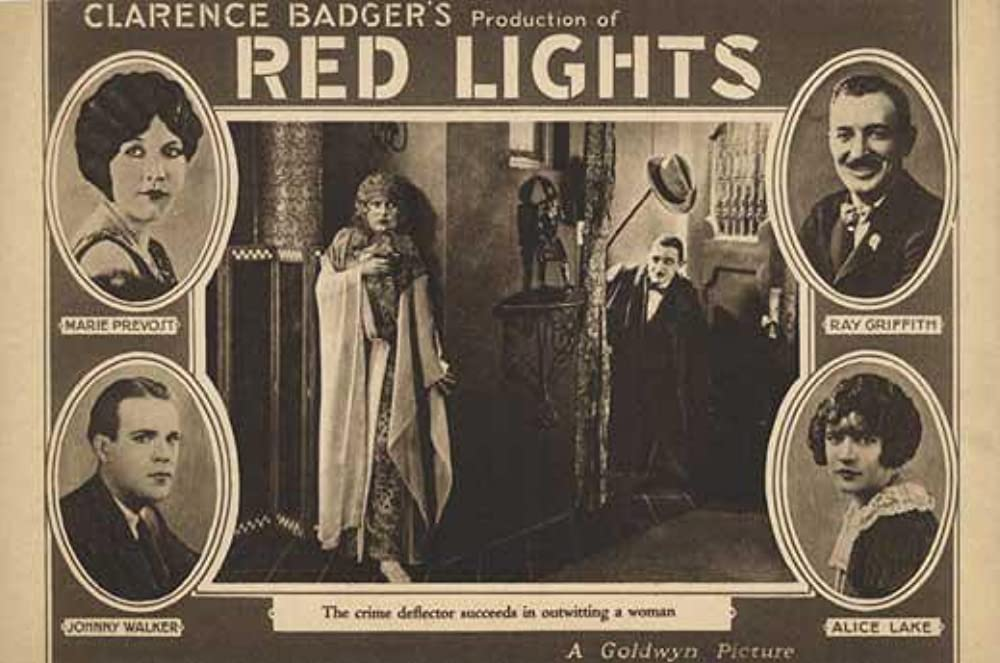
Affiche du film.

Pour les articles homonymes, voir Red Lights.
Red Lights est un film américain réalisé par Clarence G. Badger et sorti en 1923.

## Fiche technique
- Réalisation : Clarence G. Badger
- Scénario : Carey Wilson, Alice D.G. Miller d'après une pièce d'Edward E. Rose[1]
- Photographie : Rudolph J. Bergquist
- Production : Goldwyn Pictures
- Durée : 70 minutes
- Date de sortie : 30 septembre 1923

## Distribution
- Marie Prevost : Ruth Carson
- Raymond Griffith : Sheridan Scott
- Johnnie Walker: John Blake
- Alice Lake : Norah O'Neill
- Dagmar Godowsky : Roxy
- William Worthington : Luke Carson
- Frank Elliott : Kirk Allen
- Lionel Belmore : Alden Murray
- Jean Hersholt : Ezra Carson
- George Reed : le portier
- Charles Murphy : l'homme de main
- Charles West : le conducteur
- Martha Mattox : la secrétaire